# Pamfil Iourkevitch
Pamfil Danilovitch Iourkevitch (en russe : Памфил Данилович Юркевич), né le 16 février 1826 (28 février dans le calendrier grégorien) à Lіplyave (Gouvernement de Poltava) et mort le 4 octobre 1874 (16 octobre dans le calendrier grégorien) à Moscou, est un philosophe et pédagogue ukrainien représentant de la philosophie religieuse ukrainienne.
Iourkevitch étudie au séminaire théologique de Poltava (1847) et à l'Académie théologique de Kiev (1851). De 1851 à 1861, Iourkevitch est professeur de philosophie à l'Académie théologique de Kiev et enseigne également à l'Académie de la Langue Allemande. Il est inspecteur adjoint de l'Académie de Kiev. En 1861, il est nommé professeur de philosophie à l'Université de Moscou.